# Florence Township (Stephenson County, Illinois)
Die Florence Township ist eine von 18 Townships im Stephenson County im Nordwesten des US-amerikanischen Bundesstaates Illinois.

## Geografie
Die Florence Township liegt im Nordwesten von Illinois, rund 30 km südlich der Grenze zu Wisconsin. Der Mississippi, der die Grenze zu Iowa bildet, befindet sich rund 60 km westlich.
Die Florence Township liegt auf 42°14′34″ nördlicher Breite und 89°41′03″ westlicher Länge und erstreckt sich über eine Fläche von 46,61 km².
Die Florence Township liegt im südwestlichen Vorortbereich von Freeport, dem Zentrum der Region. Sie grenzt innerhalb des Stephenson County im Westen an die Loran Township, im Nordwesten an die Erin Township, im Norden an die Harlem Township, im Nordosten an die Stadt Freeport und im Osten an die Silver Creek Township. Im Süden grenzt die Florence Township an das Carroll und das Ogle County.

## Verkehr
Die Ostgrenze der Township wird von der Illinois State Route 35 gebildet, der südlichen Ausfallstraße von Freeport. Durch den Norden führt die nicht als Fernstraße nummerierte westliche Ausfallstraße der Stadt. Alle weiteren Straßen sind untergeordnete und zum Teil unbefestigte Fahrwege.
Der nächstgelegene Flugplatz ist der rund 5 km östlich der Township gelegene Albertus Airport bei Freeport.

## Bevölkerung
Bei der Volkszählung im Jahr 2010 hatte die Township 1293 Einwohner. Die Bevölkerung lebt größtenteils im Vorortbereich der Stadt Freeport, ohne rechtlich der Stadt zugehörig zu sein. Daneben existiert neben Streubesiedlung noch die gemeindefreie Siedlung Florence.